# The Incredible Machine
The Incredible Machine ist eine Computerspiel-Reihe von Kevin Ryan und Jeff Tunnell, die für den Entwickler Dynamix arbeiteten. Vertrieben wurden die Spiele von Sierra Entertainment. In Deutschland erschien das Spiel unter dem Namen Professor Tims verrückte Werkstatt.

## Spielprinzip
Ziel der Spiele ist es stets, mit Hilfe verschiedener Utensilien Maschinen zu bauen, die jeweils eine bestimmte Aufgabe erfüllen sollen. Als Utensilien stehen neben technischen Bauteilen wie Zahnrädern und Förderbändern auch Haushalts- und Freizeitgegenstände sowie einige Tiere zur Verfügung. Zu Beginn eines jeden Puzzles sind einige Bauteile der Maschine bereits platziert und somit vorgegeben. Alle übrigen Bauteile müssen vom Spieler derart eingesetzt werden, dass eine – oftmals komplizierte – Kettenreaktion entsteht, an deren Ende die zumeist eher einfache Aufgabe gelöst wird. Bei den gebauten Maschinen handelt es sich daher um sogenannte Rube-Goldberg-Maschinen.
Die Spiele bieten jeweils eine Anzahl verschiedener solcher Puzzles, unterteilt in mehrere Schwierigkeitsstufen. Außerdem gibt es einen Modus für zwei Spieler und die Möglichkeit, eigene Maschinen zu bauen, die beispielsweise anderen Spielern zum Lösen vorgesetzt werden können.

## Versionen
- The Incredible Machine (1992, für MS-DOS, Mac OS und 3DO)
- The Even More Incredible Machine (1993, DOS, Microsoft Windows und Mac). In der PC Player 1993-08 bekam diese Version 82 Punkte.[1]
- The Incredible Machine 2 (1994, DOS und Mac) (In Deutschland auch als „Professor Tim’s verrückte Werkstatt“ vertrieben)
- The Incredible Machine 3 (1995, für Microsoft Windows und Mac)
- Return of The Incredible Machine: Contraptions (2000 Windows und Mac) (In Deutschland auch als „Professor Tim: Rückkehr der verrückten Werkstatt“ vertrieben)
- The Incredible Machine: Even More Contraptions (2001 Windows und Mac)

Einige der Versionen werden mittlerweile als Abandonware angeboten.
Zu von Dynamix lizenzierten Ablegern der Serie gehören unter anderem die Spiele Sid & Al’s Incredible Toons für IBM PC sowie das Japan-exklusive Arthur to Astaroth no Nazomakaimura: Incredible Toons (jap.: アーサーとアスタロトの謎魔界村 インクレディブルトゥーンズ) für die erste PlayStation.
Ähnliche Spiele:
- Crazy Machines, Contraption Maker